# پوپکه اوسترهوف
پوپکه اوسترهوف (هلندی: Popke Oosterhof؛ زادهٔ ۳ اوت ۱۹۴۷) دوچرخه‌سوار اهل هلند است.
وی در مسابقات کشوری و بین‌المللی در مجموع برندهٔ ۱ مدال برنز شده‌است.